# Phổ Thạnh
Phổ Thạnh là một phường thuộc thị xã Đức Phổ, tỉnh Quảng Ngãi, Việt Nam.

## Địa lý
Phường Phổ Thạnh nằm ở phía đông nam thị xã Đức Phổ, tách biệt với các phường khác của thị xã, có vị trí địa lý:
- Phía đông giáp Biển Đông
- Phía tây giáp tỉnh Bình Định
- Phía nam giáp xã Phổ Châu
- Phía bắc giáp xã Phổ Khánh.

Phường Phổ Thạnh có diện tích 29,73 km², dân số năm 2019 là 22.767 người, mật độ dân số đạt 766 người/km².

## Lịch sử
Sau năm 1945, Phổ Thạnh là một xã thuộc huyện Đức Phổ.
Từ năm 1954 đến năm 1958, chính quyền Sài Gòn chia xã Phổ Thạnh thành xã Phổ Thạch và xã Phổ Châu thuộc quận Đức Phổ. Chính quyền cách mạng vẫn gọi xã Phổ Thạch là xã Phổ Thạnh như cũ.
Sau năm 1975, xã Phổ Thạnh (gồm cả địa bàn xã Phổ Châu đã tách ra trước đó) thuộc huyện Đức Phổ.
Ngày 23 tháng 6 năm 1999, thành lập xã Phổ Châu trên cơ sở 1.985 ha diện tích tự nhiên và 4.675 nhân khẩu của xã Phổ Thạnh.
Ngày 10 tháng 1 năm 2020, Ủy ban Thường vụ Quốc hội ban hành Nghị quyết số 867/NQ-UBTVQH14 về việc sắp xếp các đơn vị hành chính cấp huyện, cấp xã thuộc tỉnh Quảng Ngãi (nghị quyết có hiệu lực từ ngày 1 tháng 2 năm 2020). Theo đó, thành lập phường Phổ Thạnh thuộc thị xã Đức Phổ trên cơ sở toàn bộ 29,73 km² diện tích tự nhiên và 22.767 người của xã Phổ Thạnh.